# Pitcairnia burle-marxii
Pitcairnia burle-marxii là một loài thực vật có hoa trong họ Bromeliaceae. Loài này được Braga & Sucre miêu tả khoa học đầu tiên năm 1971.